# Usūl al-Dīn
Usūl al-Dīn (arabe : أصول الدين) est un terme arabe signifiant « fondements de la croyance ». Ces fondements sont bien entendu différents selon chaque courant de l'islam. Dans le courant chiite, ce terme a une portée très importante et se définit en cinq points :
1. L'Unicité de Dieu (Tawhid)[1],[2].
2. La Justice de Dieu[2].
3. La Prophétie : Dieu transmet ses messages à l'humanité par des hommes, les prophètes[2].
4. L'Imamat : Dieu désigne aux hommes des leaders après le dernier des Prophètes Mohamed, des gardiens qui désignent leurs successeurs avant leur mort[2].
5. Le jour du jugement dernier[2].